# Alexander Gardner

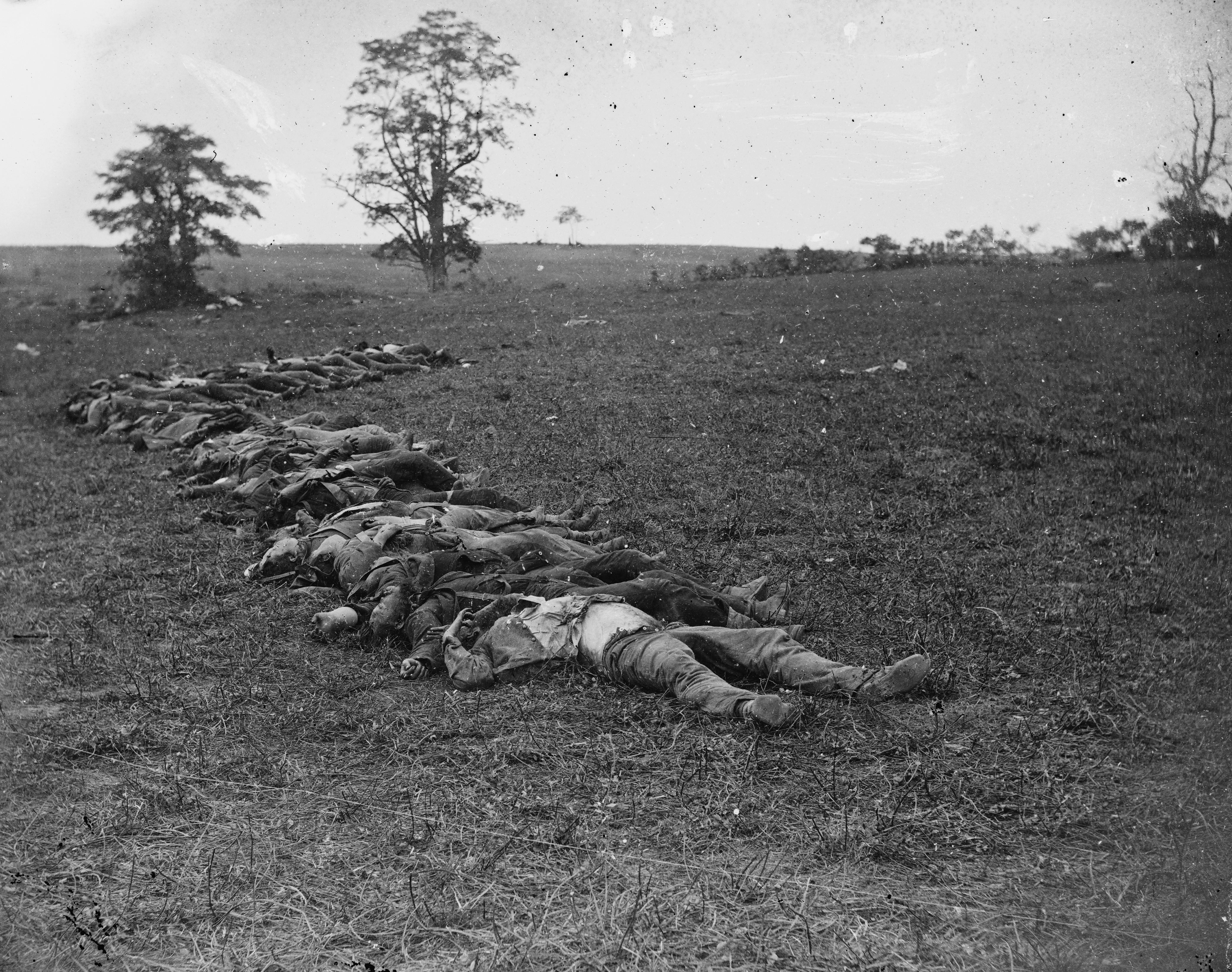
A. Gardner, Ciała konfederatów po bitwie pod Antietam, 1862

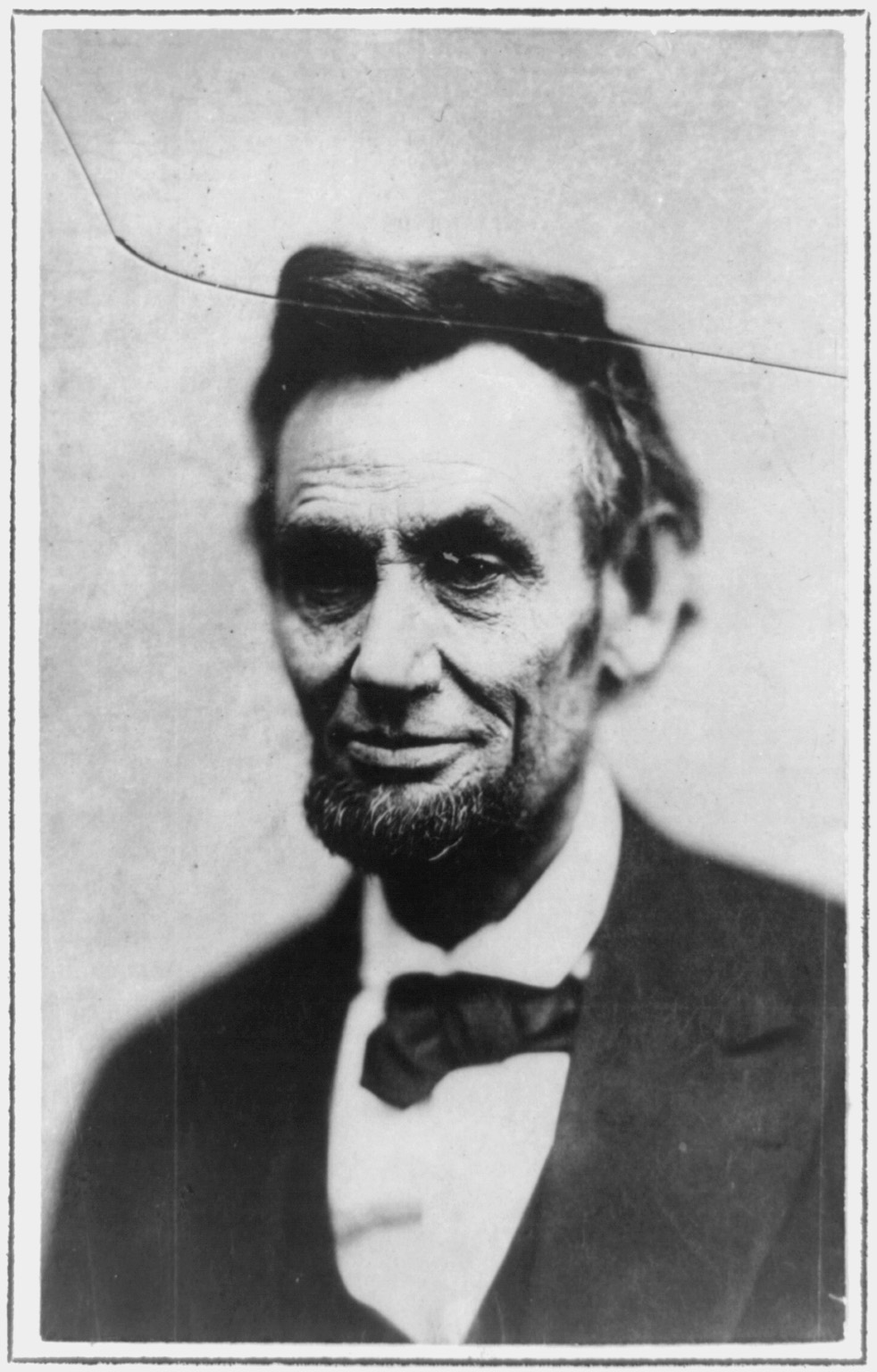
A. Gardner, Abraham Lincoln (fragment ostatniego zdjęcia), 1865

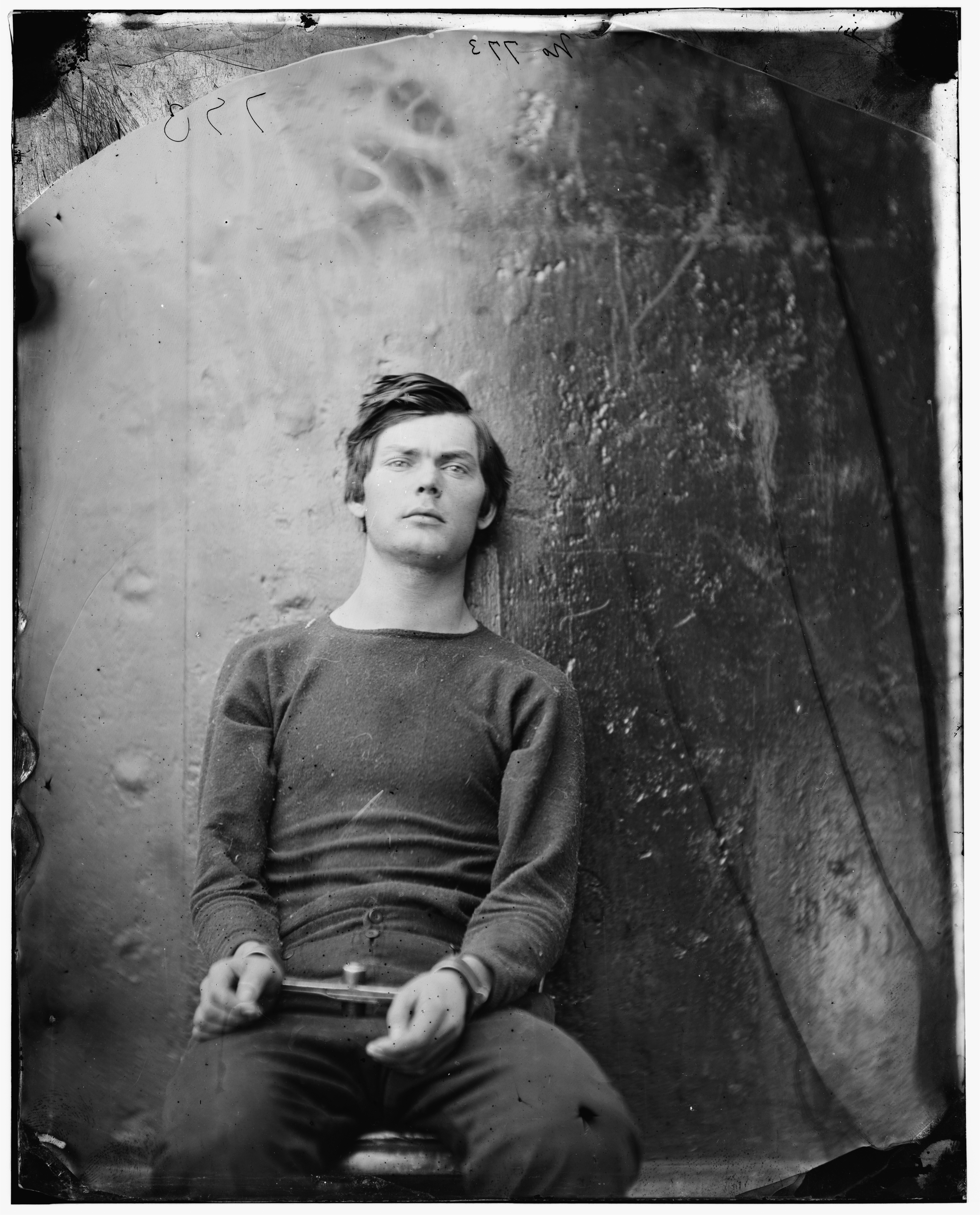
A. Gardner, Lewis Payne, 1865

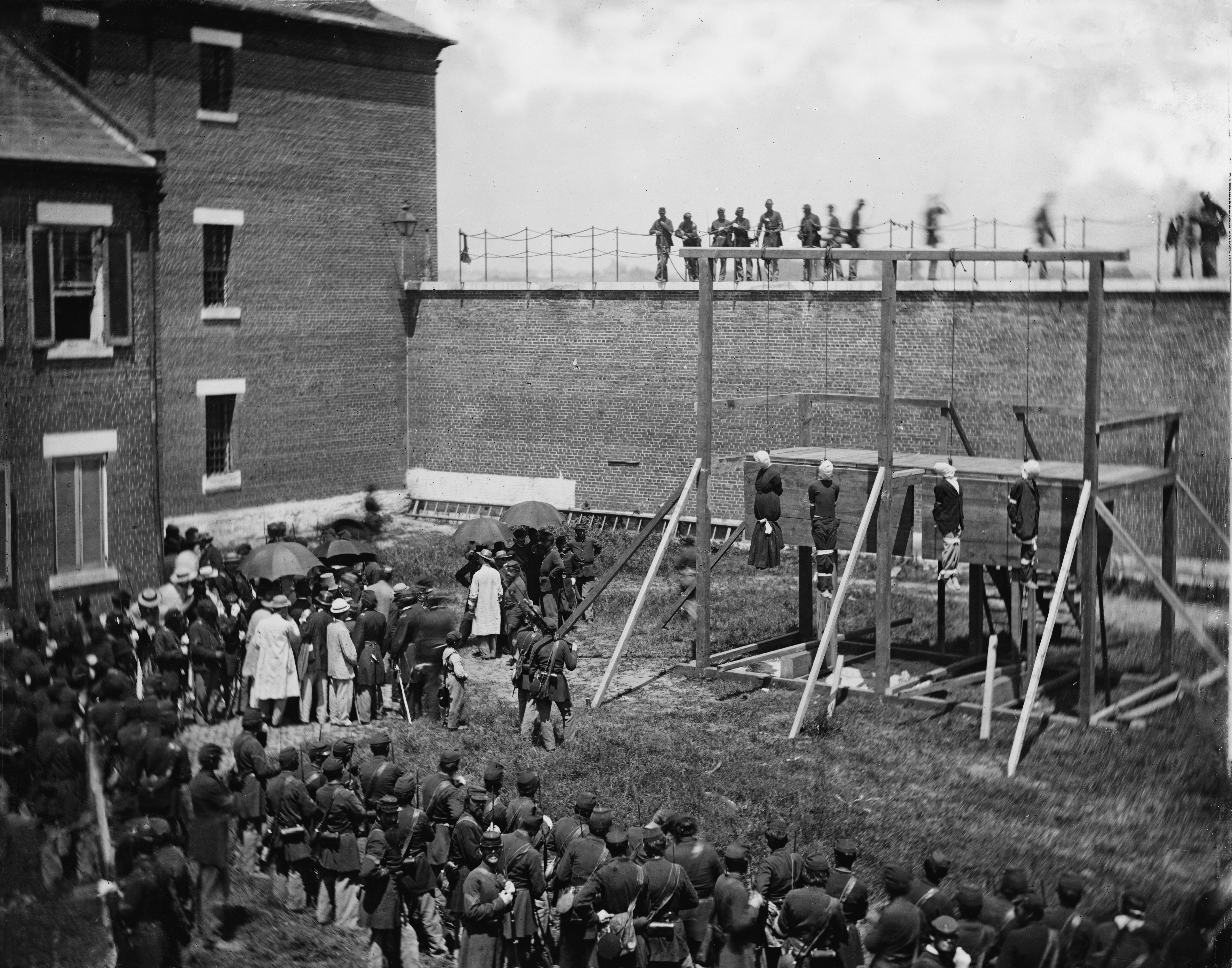
A. Gardner, zdjęcie z cyklu przedstawiającego egzekucję zamachowców na życie Lincolna, 1865

Alexander Gardner (ur. 17 października 1821 w Paisley, zm. 12 grudnia 1882 w Waszyngtonie) – szkocki fotograf działający głównie w USA, znany przede wszystkim jako autor portretów Abrahama Lincolna oraz zdjęć z wojny secesyjnej i egzekucji ludzi odpowiedzialnych za zamach na Lincolna.

## Życiorys
Gardner wychował się w Glasgow. W wieku 14 lat rozpoczął naukę w warsztacie jubilerskim, gdzie spędził kolejnych 7 lat. Pod wpływem Roberta Owena wraz z bratem i wieloma współtowarzyszami założył w 1850 spółkę Clydesdale Joint Stock Commercial & Agricultural Company zajmującą się skupem gruntów rolniczych w stanie Iowa w USA, której celem było stworzenie spółdzielni, w której miały zostać urzeczywistnione zasady socjalizmu. W 1850 wrócił do Szkocji, aby zwerbować dalszych chętnych do współpracy i zorganizować dalsze środki finansowe. 1851 został właścicielem i wydawcą tygodnika „Glasgow Sentinel“, którego sprzedaż szybko podniósł i w którego artykułach wiodących opowiadał się za reformami społecznymi na korzyść klasy robotniczej.
Nie wiadomo, gdzie i u kogo Gardner uczył się fotografowania, jednak zapewne zainteresowanie fotografią związane było z jego wcześniejszym zainteresowaniem chemią. Na Wielkiej Wystawie w Londynie 1851 zobaczył prace amerykańskiego fotografa Mathew B. Brady'ego i od tego czasu zaczął intensywnie zajmować się fotografią. Dla swojego tygodnika zaczął pisać recenzje wystaw fotograficznych. Na początku 1856 przeniósł się wraz z rodziną do USA, jednak po przybyciu do kolonii Clydesdale stwierdził, że wielu znajomych i krewnych zmarło lub było śmiertelnie chorych na gruźlicę. Porzucił więc pierwotne plany i tego samego roku przybył od Nowego Jorku. Po nawiązaniu kontaktu z Bradym został przez niego zatrudniony jako specjalista od nowej technologii fotograficznej – mokrej płyty kolodionowej, szybko wypierającej dagerotypię – jak również od szczególnie dużych formatów, które można było drogo sprzedawać. Od lutego 1858 kierował jego studiem w Waszyngtonie. Później wszedł w skład dwudziestoosobowej grupy fotografów, która pod kierownictwem Brady’ego dokumentowała przebieg wojny secesyjnej (1861–1865). Do tego związanego z armią Unii zespołu fotografów należeli oprócz Gardnera m.in. Timothy H. O’Sullivan i George N. Barnard.
Wojna secesyjna była pierwszym dokładnie obfotografowanym konfliktem zbrojnym. Fotografowie na tysiącach zdjęć nie przedstawiali jednak bezpośrednich działań wojennych, lecz głównie pozowane sceny statyczne, poległych, pola po bitwach, działania na tyłach frontu. Wynikało to z ówczesnych możliwości technicznych fotografii, które wymagały naświetlania zdjęcia przez kilka sekund i tym samym uniemożliwiały wykonanie ostrego zdjęcia dynamicznej sceny bitewnej. Zdjęcia te były szeroko wykorzystywane przez ówczesną prasę (np. magazyny „Harper’s” i „Frank Leslie’s”), która na miejscu zatrudniała drzeworytników, wykonujących na bazie zdjęć ryciny, zamieszczane następnie w gazetach. Fotografie wykonane przez zespół Brady’ego zostały wydane w zbiorze Incidents of the War, podpisanym tylko jego nazwiskiem, co prawdopodobnie wpłynęło na podjęcie przez Gardnera decyzji o opuszczeniu zespołu i rozpoczęciu działalności na własną rękę. Jeszcze dzisiaj autorstwo części zdjęć zespołu Brady’ego nie jest pewne i bywa przypisywane kilku fotografom.
10 kwietnia 1865, tuż przed ostateczną klęską bitwy pod Appomattox, Gardner wykonał ostatni portret Lincolna. Cztery dni później prezydent został zastrzelony, a Gardner sfotografował jego ciało. Wykonał także zdjęcia autorów zamachu na Lincolna (m.in. Lewisa Payne’a), oczekujących na wyrok. 7 lipca, z balkonu wychodzącego na więzienny dziedziniec, wykonał cykl zdjęć przedstawiających ich egzekucję.
W 1866 Gardner wydał album ze zdjęciami z wojny pt. Gardner’s Photographic Sketch Book of the War, w którym każde zdjęcie było opisane i podpisane nazwiskiem autora. Ze względu na wysokie koszty publikacja ta okazała się finansową porażką, ale nie przeszkodziło to Gardnerowi w kontynuowaniu kariery fotograficznej. W 1867 robił zdjęcia powstającej linii kolejowej w stanie Kansas; wydał je rok później w zbiorze Across the Continent on the Kansas Pacific Railroad. Stał się tym samym konkurentem Bardy'ego, który po wojnie secesyjnej popadł w trudności finansowe.
Pod koniec życia poświęcił się filantropii; działał w waszyngtońskich organizacjach: Washington Beneficial Endowment Association i Masonic Mutual Relief Organization.
Zdjęcia Gardnera znajdują się w zbiorach amerykańskich – w National Archives, Bibliotece Kongresu, George Eastman House i New-York Historical Society.

## Zdjęcie Payne’a a Roland Barthes
Roland Barthes w swoim eseju Światło obrazu (1980) wyróżnił dwie sfery obecne w fotografiach: studium (pole o charakterze kulturowym) i punctum (rodzaj ukłucia, czasami szczegół, przypadek celujący w widza). Analizując portret Lewisa Payne’a autorstwa Gardnera zauważył, że owym punctum może być również czas. Napisał:
W roku 1865 Lewis Payne usiłował zabić amerykańskiego sekretarza stanu W. H. Sewarda. Alexander Gardner sfotografował zamachowca w celi: oczekuje na powieszenie. Piękne zdjęcie, chłopak także: to studium. A punctum to on niedługo umrze. Odczytuję jednocześnie: to będzie i to już było. Zauważam ze zgrozą ten czas przeszły-przyszły, którego stawką jest śmierć. Dając mi absolutną przeszłość prozy (aoryst), fotografia mówi mi o śmierci w czasie przyszłym. Tym, co mnie porusza, jest odkrycie tej równoważności.